# Зозулинець пурпуровий
{{#ifeq:0|0|{{#if:|{{#if:Orchispurpurea|[[]}}|}}}}
Зозулинець пурпуровий, (Orchis purpurea Huds.) — багаторічна трав'яна рослина родини зозулинцевих (орхідних).

## Опис
До 80 см заввишки, геофіт. Бульби довгасто-яйцеподібні, служать рослині для нагромадження запасних поживних речовин. Листки від обернено-яйцеподібних до широколанцетних; ясно-зелені, зібрані біля основи стебла у розетку. Суцвіття колосоподібне, спочатку конічно-звужене, згодом циліндричне, до 25 см завдовжки. Квітки великі, рожево-пурпурові, ароматні. Шолом квітки має яйцювату форму, губа біляста або світло-рожева, з темними пурпуровими плямами, 10-15 мм завдовжки, трироздільна. 

## Життєвий цикл
Цвіте у травні-липні. Плодоносить у червні-липні. Розмножується насінням, яке не має періоду спокою і проростає за наявності відповідних умов.

## Поширення та середовище існування
Зустрічається в Прикарпатті, Лісостепу в гірському Криму. Росте в лісах, на галявинах та узліссях, переважно на вологому ґрунті.